# Corpus vitrearum
Le Corpus vitrearum, appelé aussi Corpus vitrearum Medii Aevi (Corpus des vitraux du Moyen Age) ou Corpus vitrearum international est une association internationale regroupant des chercheurs en histoire de l'art, des spécialistes et des professionnels du vitrail. Leurs missions s'orientent autour de l'étude et du recensement des vitraux de ses pays membres. D'abord centré sur les vitraux antérieurs au XIXe siècle, leur champ de recherche s'est ensuite élargi aux vitraux du XIXe siècle, du XXe siècle, et du XXIe siècle.

## Historique
Jusqu'au milieu du XXe siècle, des ensembles entiers de vitraux du Moyen Âge ou de l'Époque moderne sont anéantis sans avoir jamais été documentés. Dans plusieurs pays européens, instruits par l'expérience de la guerre de 1914-1918 (notamment la destruction de vitraux de la cathédrale de Reims), les services chargés de la protection du patrimoine artistique font déposer beaucoup de vitraux anciens peu avant la Seconde Guerre mondiale. Cette opération se systématise pendant la guerre pour mettre les vitraux à l'abri des bombardements, les photographier et les documenter, puis se perpétue après, notamment en Allemagne et en Suisse, où l'on tenta d'organiser ce travail d'étude.
En 1949, lors du XVIe Congrès du Comité International d'Histoire de l'Art (en) à Lisbonne , Hans R. Hahnloser (de), professeur ordinaire de l'Université de Berne, présente son projet de cataloguer systématiquement les vitraux médiévaux de l'Europe. Le Corpus vitrearum voit le jour lors du congrès de ce Comité International à Amsterdam en 1952. Cette organisation nomme un comité directeur, composé de Marcel Aubert, Johnny Roosval et Hahnloser, chargé de préparer les projets et les règlements du Corpus vitrearum qui se développe sous l'égide de l'Union académique internationale. Dagobert Frey (en) participa également à la création du Corpus Vitrearum.
A partir de 1968, le comité Belge du Corpus Vitrearum se lance dans la rédaction en cinq volumes de l'étude des vitraux de la première moitié du xvie siècle situés en Belgique, suivi par le comité espagnol qui publie en 1969 et 1973 des monographies des vitraux des cathédrales de Séville et de Grenade, datant du xvie siècle au xixe siècle. Ces décisions conduisent le Corpus Vitrearum à supprimer la limite chronologique de 1500-1520 à laquelle devait se restreindre l'étude des vitraux anciens, permettant au passage la création du comité néerlandais, dont le pays ne possède que peu de vitraux antérieurs au xvie siècle.
La décision d'adjoindre au Corpus vitrearum Medii Aevi une série complémentaire dite de Recensement est prise au colloque de Florence en 1971. Il s'agit de dresser un inventaire rapide et de procéder à des publications sommaires de tous les vitraux anciens de pays qui, comme la France, jouissent en ce domaine d'un patrimoine trop important pour que l'on puisse, sur les bases définies par le comité international du Corpus vitrearum, espérer en réaliser l'étude complète avant de longues années.

## Méthodologie

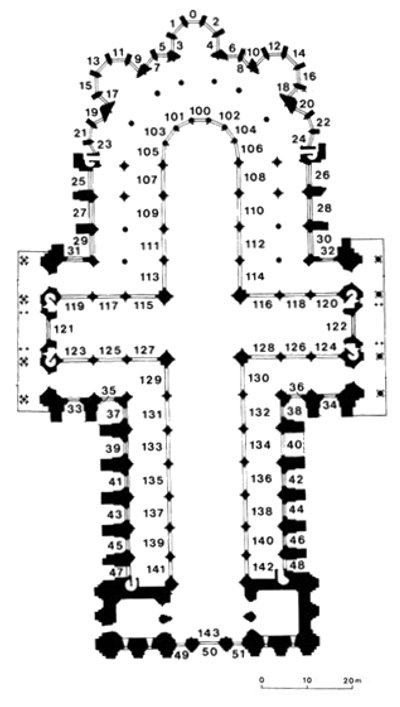
Exemple de numérotation : plan de situation des baies de la cathédrale Notre-Dame de Chartres.

Le Corpus vitrearum a édicté des règles de conservation, une méthode de numérotation des baies dans l'édifice et de numérotation des panneaux de vitraux dans les baies. Ses travaux sont régulièrement édités. 
La numérotation des vitraux va de 0 à 99 pour le niveau inférieur, commence par le chevet jusqu'à la façade de la nef. Le numéro 0 est donné à la baie située dans l'axe de l'abside ou de la chapelle d'axe. Les numéros impairs sont donnés aux baies situées côté gauche, au Nord. Les numéros pairs sont donnés aux baies côté droit, au Sud. Le niveau supérieur va de 100 à 199, suivant le même principe que pour le niveau inférieur. La baie 100 est la baie située dans l'axe du chœur. Le niveau suivant prend la série 200 à 299 suivant le même principe, et s'il existe un quatrième niveau il reçoit les numéros 300 à 399.
Les différents panneaux composant un vitrail sont eux-aussi numérotés selon une méthodologie précise allant de gauche à droite se poursuivant sur les registres supérieurs successifs. Dans certains cas spécifiques, la numérotation peut être adaptée à la fenêtre. Ces cas de figure regroupent notamment les baies à plusieurs ouvertures, chacune recevant une lettre de l'alphabet latin, adjointe en préfixe à la numérotation de leurs panneaux respectifs. Dans le cas de baies polylobées ou de roses, la numérotation se réalise à partir du centre et se poursuit de façon spiralée dans le sens de rotation horaire.

## Comités nationaux en activité (2024)

### Allemagne
Le nombre de volumes à publier, sans la série « Études », est de 22, en 40 tomes. En juin 2024, sont publiés, en langue allemande, 30 tomes et 5 sont en préparation. Dans la série « Études », 3 volumes sont publiés.

### Autriche
Le nombre de volumes à publier est de 8. Cinq tomes, en langue allemande, sont publiés et 3 sont en préparation.

### Belgique
Le nombre de volumes à publier est de 9, sans les séries « Recensements » et « Études».
Avant même que ne soit formé le comité national du Corpus Vitrearum Belgique, un premier volume de recensement des vitraux belges est publié en 1961 dans la collection du Corpus Vitrearum Medii Aevi par l'historien de l'art Jean Helbig, à la demande de l'historien d'art Jacques Lavalleye. Ce n'est que quatre ans plus tard, en 1965, qu'est fondé par ce dernier le Corpus Vitrearum Belgique. Lors de la refonte institutionnelle du pays en 1996, qui prévoit notamment le transfert aux régions la responsabilité de leur patrimoine historique, il est décidé par le Corpus Vitrearum Belgique de créer des comités régionaux comptant au maximum sept membres chacun.

#### Publications en anglais dans la série «Checklist» (Recensements)
- Cornelis J. Berserik et Joost Caen, Silver-Stained Roundels and Unipartite Panels before the French Revolution. Flanders, vol. 1 : The Province of Antwerp, Turnhout, Brepols, 2007 (ISBN 978-1-905375-25-7)
- Cornelis J. Berserik et Joost Caen, Silver-Stained Roundels and Unipartite Panels before the French Revolution. Flanders, vol. 2 : The Provinces of East and West Flanders, Turnhout, Brepols, 2011 (ISBN 978-1-905375-31-8)
- Cornelis J. Berserik et Joost Caen, Silver-Stained Roundels and Unipartite Panels before the French Revolution. Flanders, vol. 3 : The Provinces of Flemish Brabant and Limburg, Turnhout, Brepols, 2014 (ISBN 978-90-79528-24-0)
- Cornelis J. Berserik et Joost Caen, Silver-Stained Roundels and Unipartite Panels before the French Revolution. Flanders, vol. 4 : Flanders, Addenda provinces of Flemish Brabant and Limbur, Turnhout, Brepols, 2019 (ISBN 978-2-503-58023-4)
- Cornelis J. Berserik et Joost Caen, Silver-Stained Roundels and Unipartite Panels before the French Revolution. Flanders, vol. 5 : Medium-Sized Panels and Fragments of Large Stained-Glass Windows, Turnhout, Brepols, 2021 (ISBN 978-2-503-59382-1)

### Canada
Le nombre prévu de volumes à publier est de 3. Le premier, en langue anglaise, est publié en 2014 :
- I. The Stained Glass of the Hosmer Collection, McGill University, par James Bugslag et Ariane Isler-de-Jongh, Montreal/Kingston 2014.

Un deuxième est en préparation :
- Stained Glass in Canadian Public and Private Collections: Quebec, par James Bugslag et Roland Sanfaçon avec la collaboration de Claire Labrecque.

### Espagne
Le nombre de volumes à publier n'est pas défini. Huit volumes sont publiés, ainsi qu'un supplément au volume I. Deux volumes sont en préparation. 

### États-Unis
Le nombre de volumes à publier est de 14, sans les séries « Recensements » et « Études » :
- Cinq volumes sont publiés, en totalité ou en partie. Quatre sont en préparation, ainsi que quatre tomes complémentaires.

Dans la série« Recensements » (checklist), quatre volumes sont publiés, ainsi que deux dans la série « Études » (Occasional Papers).

### France
Le comité français, qui compte une trentaine de membres, est constitué d'universitaires, de chercheurs du Centre national de la recherche scientifique, de conservateurs, de spécialistes du vitrail, et de restaurateurs vitraillistes. Le nombre de volumes à publier est indéfini.
Le recensement des vitraux débute par un premier volume paru en 1959 et consacré à Notre-Dame et la Sainte-Chapelle ; de 1970 à 1986 ont suivi le répertoire des Vitraux du chœur de Saint-Ouen de Rouen, des Vitraux de Saint-Denis et des Vitraux de la cathédrale Notre-Dame de Strasbourg. A partir des années 1970, Louis Grodecki décide d'accélérer le recensement des vitraux anciens en publiant le premier volume de la série « Recensement » sur les vitraux des régions parisienne, picarde, et nord-pas-de-calaisienne. La présentation des verrières recensées est restreinte aux informations essentielles (identification, dates, contenu, taille, bibliographie, etc.), ce qui permet d'accélérer le catalogage des vitraux anciens des différentes régions de France. 
D'abord confié à la cellule « vitrail » de l'Inventaire général, le recensement des vitraux anciens est ensuite rattaché au Centre André Chastel, qui publie le dernier ouvrage de recensement en 2021 couvrant les vitraux du sud de la France,.

### Grande-Bretagne
Le nombre de volumes à publier n'est pas défini. En juin 2024, sont publiés :
- 7 volumes, référencés I (1979, avec un supplément daté de 1972), II (1981), III (1987, partiel), IV (2004, 2 fascicules), V (2006), VI (2006, 2 fascicules), ainsi que :
  - VII. Isabelle Lecocq et Yvette Vanden Bemden, The Stained Glass of Herkenrode Abbey, Oxford, Oxford University Press, 2021 (ISBN 9780197267189).
- Série « Summary Catalogue » : 10 volumes publiés de 1993 à 2023 ;
- 5 volumes sont en préparation[15].

### Italie
Le nombre de volumes à publier n'est pas défini. Trois volumes, en langue italienne, sont publiés et 4 sont en préparation.

### Pays-Bas
Le nombre de volumes à publier n'est pas défini. En juin 2024, 4 volumes, en langue anglaise, sont publiés :
- Trois volumes en 1997, 2000 et 2002 traitant des vitraux de l'église Saint-Jean de Gouda[a] ;
- Un volume, publié en 2011, comprend un aperçu de tous les vitraux des Pays-Bas réalisés avant 1795.

Deux volumes sont prévus dans la série « Checklist » (Recensements)

### Pologne
- Série « Corpus Vitrearum Medii Aevi » (Moyen Âge), en langue allemande : le nombre de volumes à publier est de 2, en 3 parties. 
  - En 2018, la première partie du volume I est publié : Pologne du sud, les vitraux médiévaux de l'église paroissiale de l'Assomption-de-la-Vierge-Marie de Cracovie ;
  - Sont en préparation, la Pologne du sud, hors Cracovie, et la Pologne du nord.
- Série « 1800-1945 », en langue polonaise : 7 volumes publiés[17].

### Portugal
Le volume prévu est publié à Lisbonne en 1983. Il traite des vitraux du XVe et XVIe siècles conservés au Portugal, pour la plupart des œuvres situées au monastère de Batalha.

### Russie
Le comité national est fondé à Saint-Pétersbourg en 1992 et devient le 14e membre de l'organisation. Deux inventaires et trois catalogues d'expositions ont été publiés.
Il est à noter que les vitraux de la Marienkirche de Francfort-sur-l'Oder, butin de la Seconde Guerre mondiale conservé au musée de l'Ermitage, ont fait l'objet d'une restauration puis d'une exposition, avant d'être rendus en 2002 à l'Allemagne.

### Suisse
Le nombre de volumes à publier, en langue allemande, est de 5, sans la série « Neuzeit » (Les temps modernes).
- Quatre volumes sont publiés en 1956, 1965, 1998 et 2008 ;
- Dans la série « Neuzeit », huit volumes sont disponibles[18],[19].

## Comités nationaux ayant terminé leurs travaux

### République tchèque/Slovaquie
Le volume prévu par l'ancienne Tchécoslovaquie est publié, en langue allemande, en 1975 :
- Mittelalterliche Glasmalerei in der Tschechoslowakei, par František Matous, Prague 1975.

### Scandinavie
Le volume prévu est publié, en langue allemande, à Stockholm en 1964 :
- Die Glasmalereien des Mittelalters in Skandinavien, par Aaron Andersson, Sigrid Christie, Carl A. Nordman et Aage Roussel, Stockholm 1964.